# Scopifera plumalis
Scopifera plumalis är en fjärilsart som beskrevs av Felder 1874. Scopifera plumalis ingår i släktet Scopifera och familjen nattflyn. Inga underarter finns listade.